# Živojin Nikolić
Živojin Nikolić (en serbe cyrillique : Живојин Николић) était un architecte serbe.
L'une de ses réalisations les plus connues est le Kraljevski dvor (le palais royal), situé dans le complexe royal de Belgrade, la capitale de la Serbie.

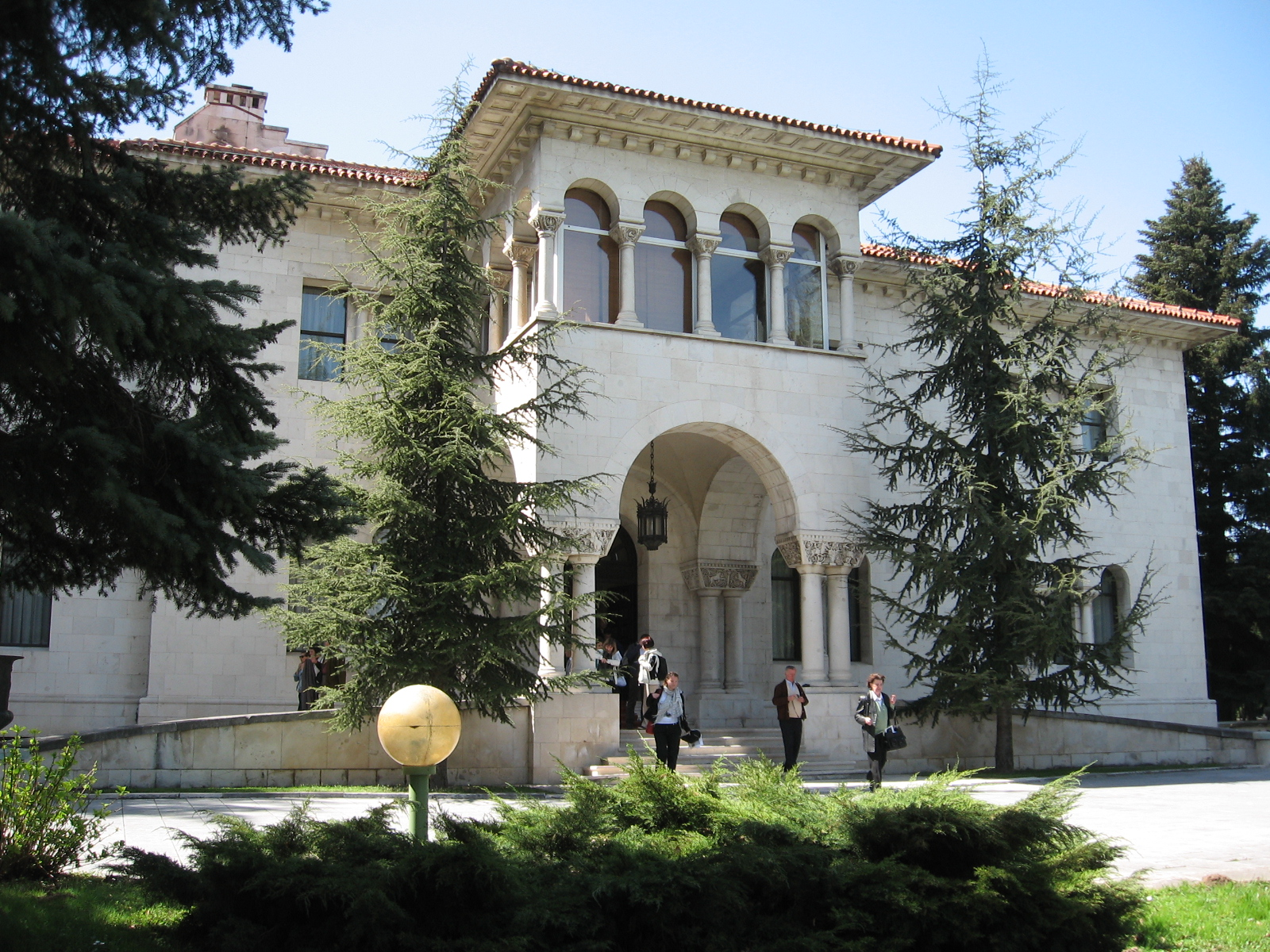
Le Kraljevski dvor (le palais royal)